# Де ла Торре, Антонио
Анто́нио де ла То́рре Марти́н (исп. Antonio de la Torre Martín; род. 18 января 1968, Малага) — испанский актёр и журналист. Лауреат премии «Гойя» 2007 года за лучшую роль второго плана, а также 2019 года за лучшую главную роль.

## Биография
Антонио де ла Торре получил журналистское образование, но всегда знал, что хочет посвятить себя актёрской профессии. Работал на радио Canal Sur Radio, а также вёл еженедельный выпуск новостей спорта на телевизионном канале Canal Sur Televisión. Одновременно каждые выходные проводил в Мадриде, посещая различные актёрские курсы в школе Кристины Роты.
Дебют Антонио де ла Торре в кино состоялся в 1994 году в фильме Эмилио Мартинеса Ласаро «Худшие годы нашей жизни». На телевидении актёра ждал успех в мини-сериале «Падре Корахе» («Отважный священник»). Де ла Торре много занят в короткометражном кино, где актёр начинал у режиссёра Даниэля Санчеса Аревало. Впоследствии этот режиссёр пригласил Антонио де ла Торре сняться в одной из главных ролей в своём первом полнометражном фильме «Тёмносинийпочтичёрный». Эта роль принесла актёру в 2007 году премию «Гойя» за лучшую мужскую роль второго плана.
Антонио де ла Торре также много снимался у режиссёра Алекса де ла Иглесии: в «Дне зверя» в 1995 году, в «Умереть со смеху» в 1999 году, в «Коммуналке» в 2000 году. В 2010 году Антонио де ла Торре получил свою первую главную роль в фильме «Печальная баллада для трубы», за которую получил номинацию на премию «Гойя».
В 2009 году Антонио де ла Торре снялся во втором фильме Санчеса Аревало — комедии «Толстяки». Актёру пришлось поправиться для роли Энрике в этом фильме на 33 килограмма, но эта работа принесла ему вторую номинацию на премию «Гойя».
В последующие годы Антонио де ла Торре снялся в нескольких фильмах, среди которых «Остров внутри» (2009), «Лопе де Вега: Распутник и соблазнитель» (биопик Лопе де Веги, 2010) и «Кузены» (вновь у Санчеса Аревало, 2011).
За роль в фильме 2018 года «Королевство» он получил премию «Гойя» в категории за лучшую мужскую роль.

## Фильмография
| Год  |   | Русское название                       | Оригинальное название                     | Роль         |
| ---- | - | -------------------------------------- | ----------------------------------------- | ------------ |
| 1994 | ф | Худшие годы нашей жизни                | Los peores años de nuestra vida           |              |
| 1995 | ф | Привет, ты одна?                       | Hola, ¿estás sola?                        |              |
| 1995 | ф | День зверя                             | El día de la bestia                       |              |
| 1999 | ф | Между ног                              | Entre las piernas                         |              |
| 1999 | ф | Умереть со смеху                       | Muertos de risa                           |              |
| 1999 | ф | Цветы из другого мира                  | Flores de otro mundo                      |              |
| 2000 | ф | Коммуналка                             | La comunidad                              |              |
| 2001 | ф |                                        | Torrente 2: Misión en Marbella            |              |
| 2002 | ф |                                        | Manolito Gafotas ¡Mola ser jefe!          |              |
| 2002 | ф |                                        | X                                         |              |
| 2002 | ф |                                        | Poniente                                  |              |
| 2002 | ф |                                        | El robo más grande jamás contado          |              |
| 2003 | ф |                                        | Profilaxis                                |              |
| 2003 | ф |                                        | Una pasión singular                       |              |
| 2003 | ф | Золото Москвы                          | El oro de Moscú                           |              |
| 2003 | ф | Дни футбола                            | Días de fútbol                            |              |
| 2003 | ф | Возьми мои глаза                       | Te doy mis ojos                           |              |
| 2004 | ф |                                        | Física II                                 |              |
| 2004 | ф | Седьмой день                           | El séptimo día                            |              |
| 2004 | ф |                                        | El asombroso mundo de Borjamari y Pocholo |              |
| 2005 | ф |                                        | Otra vida                                 |              |
| 2005 | ф |                                        | El calentito                              |              |
| 2006 | ф |                                        | En el hoyo                                |              |
| 2006 | ф | Возвращение                            | Volver                                    |              |
| 2006 | ф | Тёмносинийпочтичёрный                  | AzulOscuroCasiNegro                       |              |
| 2006 | ф |                                        | Tocata y fuga                             |              |
| 2007 | ф |                                        | Traumatología                             |              |
| 2007 | ф |                                        | Mataharis                                 |              |
| 2007 | ф |                                        | Salir pitando                             |              |
| 2007 | ф |                                        | El prado de las estrellas                 |              |
| 2007 | ф | Трусы                                  | Cobardes                                  |              |
| 2008 | ф |                                        | Una palabra tuya                          |              |
| 2008 | ф | Че: Герилья                            | Che: Guerrilla                            |              |
| 2008 | ф | Обнажённые годы                        | Los años desnudos                         |              |
| 2009 | ф | Толстяки                               | Gordos                                    |              |
| 2010 | ф | Остров внутри                          | La isla interior                          |              |
| 2010 | ф | Лопе де Вега: Распутник и соблазнитель | Lope                                      | Хуан де Вега |
| 2010 | ф | Печальная баллада для трубы            | Balada triste de trompeta                 | Серхио       |
| 2011 | ф | Неоновая плоть                         | Carne de neón                             |              |
| 2011 | ф | Кузены                                 | Primos                                    |              |
| 2011 | ф |                                        | La chispa de la vida                      |              |
| 2012 | ф | Группа 7                               | Grupo 7                                   | Рафаэль      |
| 2012 | ф | Захватчик                              | Invasor                                   |              |
| 2013 | ф | Каннибал                               | Caníbal                                   |              |
| 2013 | ф | Я очень возбуждён                      | Los amantes pasajeros                     | Алекс Асеро  |
| 2014 | ф | Миниатюрный остров                     | La isla mínima                            | Родриго      |
| 2017 | ф | Абракадабра                            | Abracadabra                               |              |
| 2017 | ф | Автор                                  | El autor                                  |              |
| 2018 | ф | Ночь длиной в 12 лет                   | La noche de 12 años                       |              |
| 2018 | ф | Королевство                            | El reino                                  |              |
| 2023 | ф | Расскажи мне кино                      | La contadora de películas!                | Медардо      |